# Qark Fier

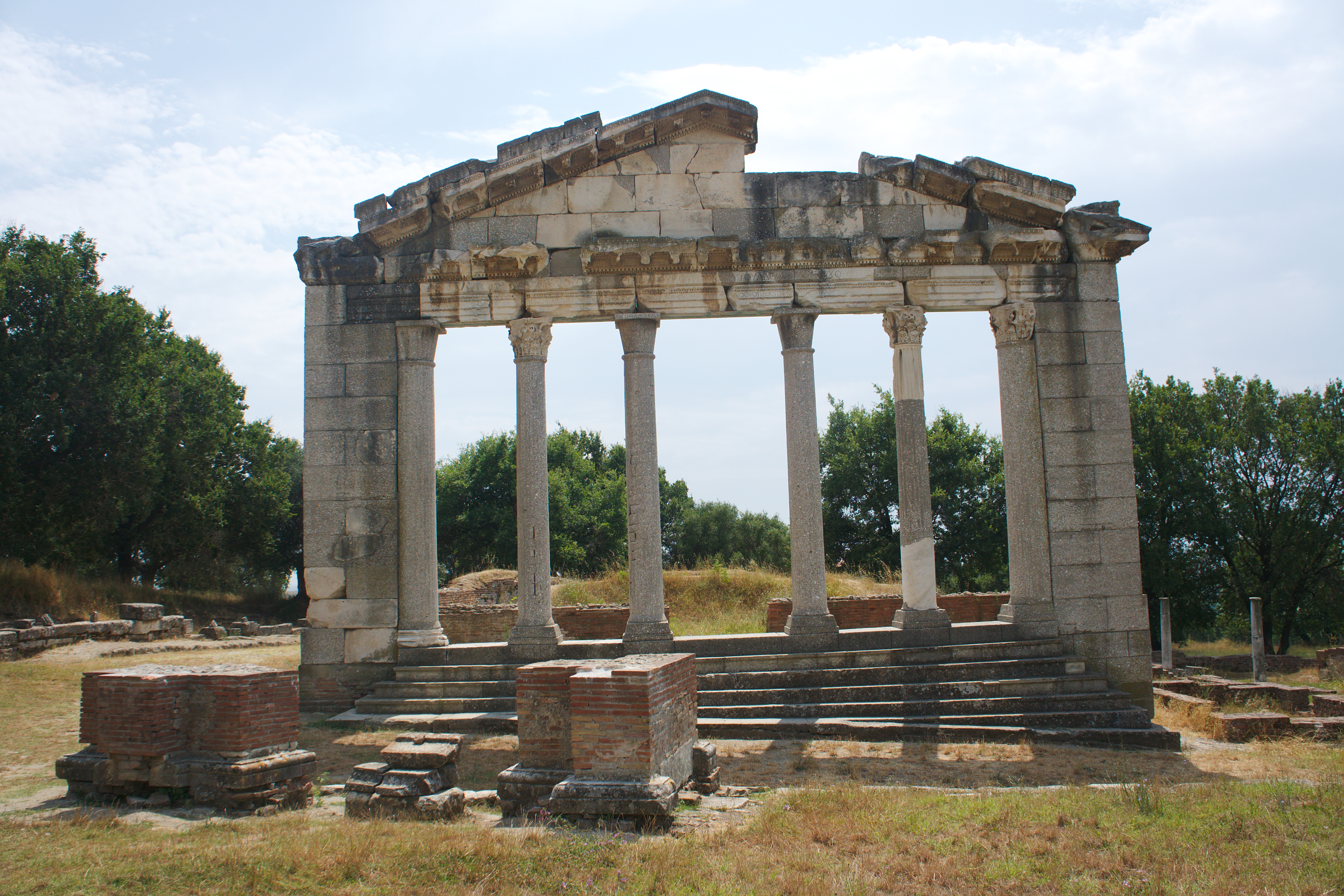
Ruinen des antiken Apollonia

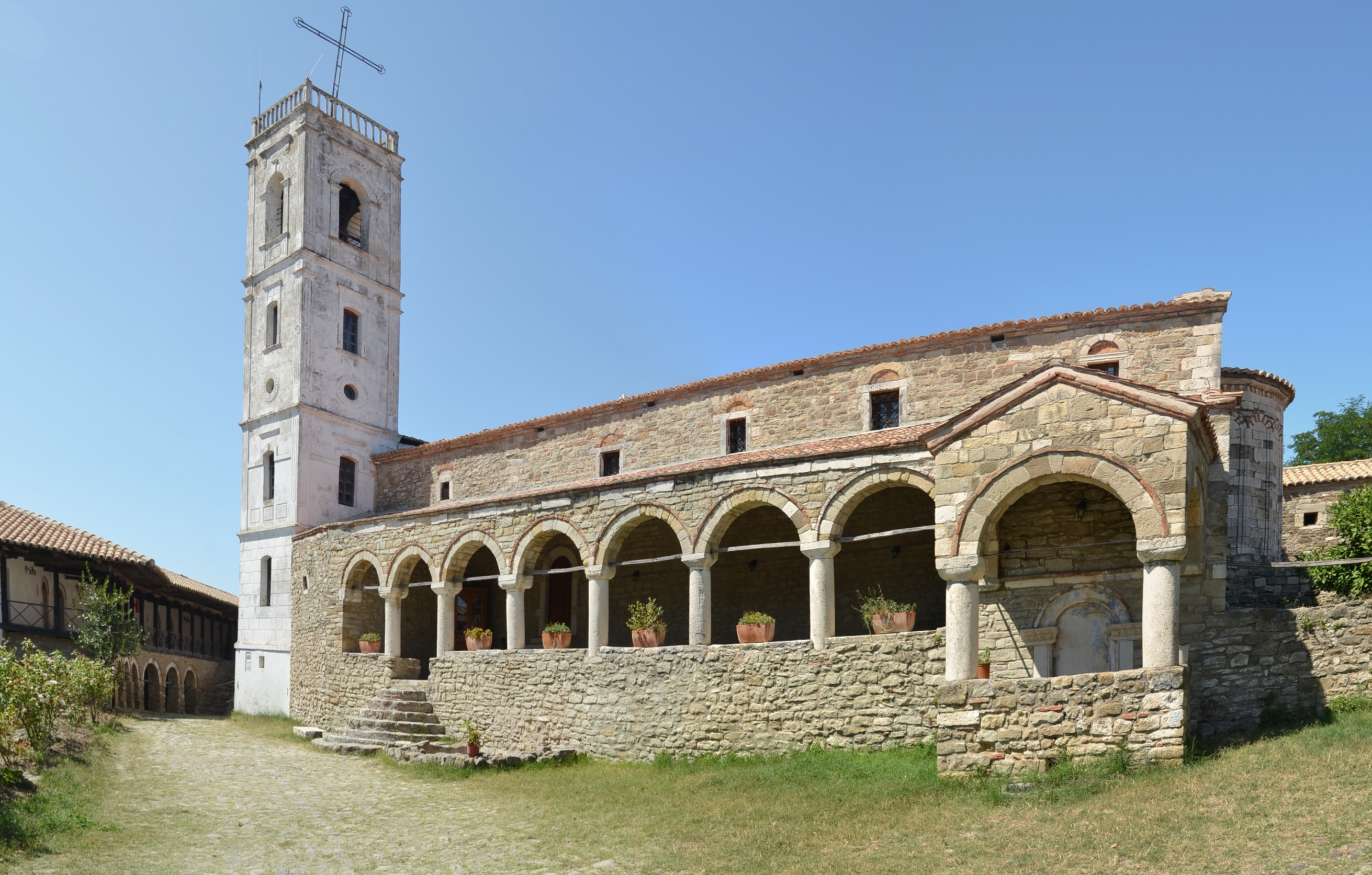
Marienkirche im Kloster Ardenica

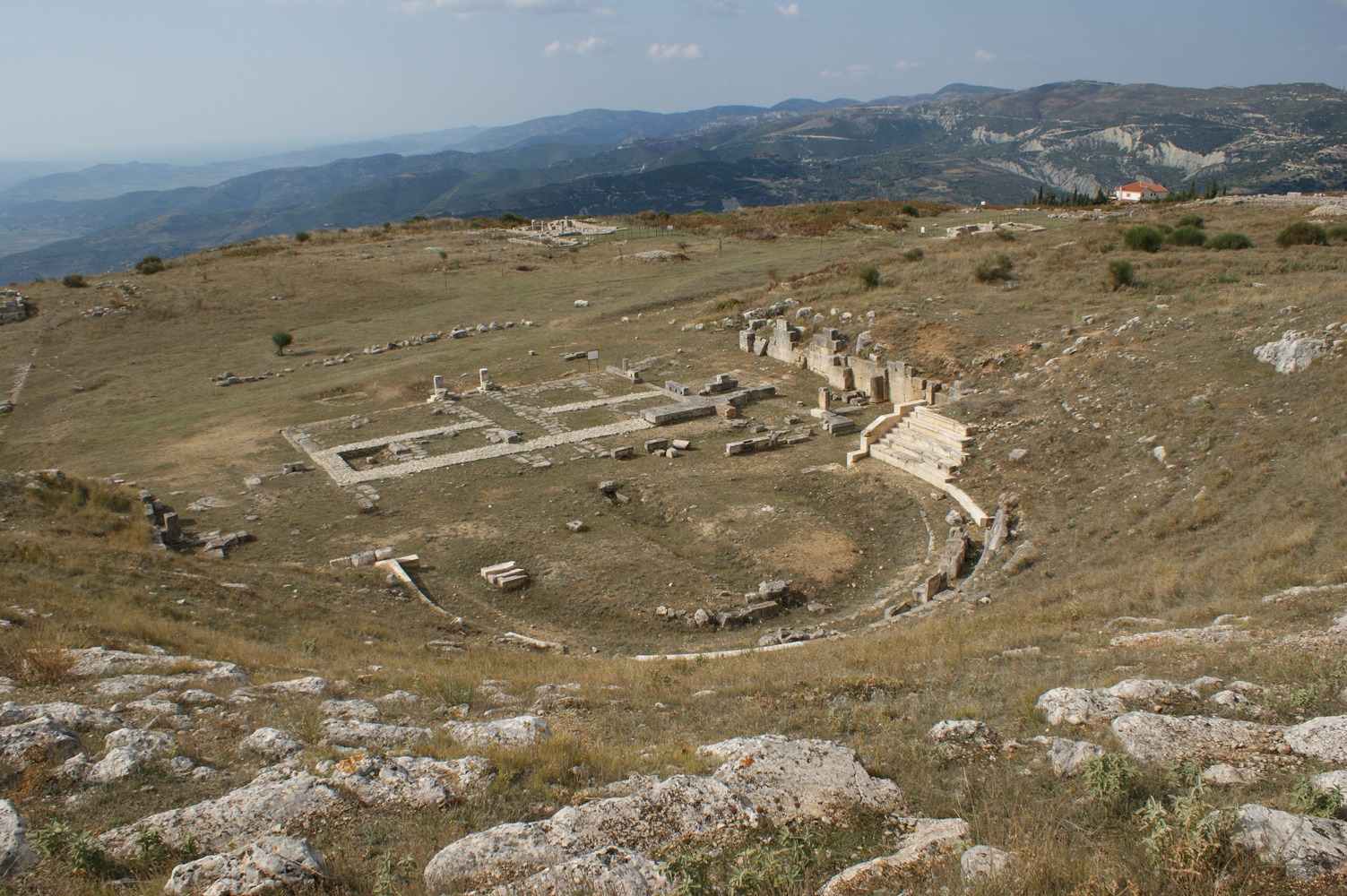
Byllis: Überreste des Theaters

Der Qark Fier (albanisch Qarku i Fierit) ist einer der zwölf Qarks in Albanien. Er liegt in Mittelalbanien und hat eine Fläche von 1890 Quadratkilometern. Die Hauptstadt ist Fier.

## Geographie
Der Qark Fier umfasst ein Gebiet in Mittelalbanien, große Teile der Myzeqe-Ebene und die südlich angrenzenden Hügel der Mallakastra. Die Adria begrenzt den Qark im Westen. Der Fluss Seman durchzieht das Gebiet von Ost nach West. Im Südosten bilden die Gjanica und die Vjosa die wichtigsten Gewässer. Im Nordwesten des Gebiets liegt die Lagune von Karavasta, von der etwa ein Viertel zusammen mit Teilen der Nehrung als Nationalpark Divjaka-Karavasta geschützt ist.
Im Norden bildet der Shkumbin die Grenze zum Qark Durrës. Im Nordosten liegt der Qark Elbasan, östlich der Qark Berat. Im Südosten besteht ein kurzer Grenzabschnitt zum Qark Gjirokastra. Südwestlich bildet die Vjosa die Grenze zum Qark Vlora.
Die Agrarstadt Fier bildet dabei das wirtschaftliche und administrative Zentrum. Zweitgrößgte Stadt ist Lushnja im Nordosten.
Der Qark ist heute in die sechs Gemeinden Divjaka, Fier, Lushnja, Mallakastra, Patos und Roskovec gegliedert. Bis 2015 gliederte sich das Gebiet in die Kreise Fier, Lushnja und Mallakastra sowie 42 Gemeinden.

## Bevölkerung
Bei der Volkszählung 2023 wurde eine Bevölkerung von 240.377 Einwohnern erfasst. Das entspricht einem Rückgang von 22,5 % seit der Volkszählung von 2011. In den zehn Jahren zuvor hatten bereits netto fast 20 % der Bewohner die Region verlassen.
Etwa 48,52 % der Bevölkerung sind Moslems, zusätzlich sind 1,01 % Bektaschiten. Etwa 13,76 % der Bevölkerung sind orthodoxe und 1,98 % katholische Christen. Knapp 0,11 % sind evangelisch, 0,06 % gehören anderen christlichen Konfessionen an. 7,15 % sind gläubige ohne Denomination, 3,61 % Atheisten und 20,93 % machten keine Angaben zu ihrer Religionszugehörigkeit.

## Politik und Verwaltung
Der Qark-Rat (alb. Këshilli i Qarkut) setzt sich aus 31 Mitgliedern zusammen.
Der Qark Fier stellt für die 2009 und 2013 beginnenden Legislaturperiode des albanischen Parlaments 16 Abgeordnete von insgesamt 140.
| Gemeinde    | Njësitë administrative (alte Gemeinden)                                                                | Kreis       | Einwohner 2023 | Einwohner 2011 |
| ----------- | --- | ----------- | -------------- | -------------- |
| Divjaka     | Divjaka, Grabjan, Gradishta, Rremas, Tërbuf                                                            | Lushnja     | 24.882         | 034.254        |
| Fier        | Cakran, Dërmenas, Fier, Frakull, Levan, Libofsha, Mbrostar, Portëz, Qënder, Topoja                     | Fier        | 101.963        | 120.655        |
| Lushnja     | Allkaj, Ballagat, Bubullima, Dushk, Fier Shegan, Golem, Hysgjokaj, Karbunara, Kolonja, Krutja, Lushnja | Lushnja     | 63.135         | 083.659        |
| Mallakastra | Aranitas, Ballsh, Fratar, Greshica, Hekal, Kuta, Ngraçan, Qendër Dukas, Selita                         | Mallakastra | 15.838         | 025.062        |
| Patos       | Patos, Ruzhdija, Zharëz                                                                                | Fier        | 18.227         | 022.959        |
| Roskovec    | Kuman, Kurjan, Roskovec, Struma                                                                        | Fier        | 16.332         | 021.742        |

| Kreis       | Hauptstadt | Fläche  | Einwohner (2011) | Einwohner (2001) | Anzahl Gemeinden |
| ----------- | ---------- | ------- | ---------------- | ---------------- | ---------------- |
| Fier        | Fier       | 785 km² | 165.256          | 200.154          | 17               |
| Lushnja     | Lushnja    | 712 km² | 117.913          | 144.351          | 16               |
| Mallakastra | Ballsh     | 388 km² | 25.062           | 39.881           | 9                |

## Historische Stätten
Der Qark Fier ist reich an antiken Stätten, von denen Apollonia die bekannteste bildet. Weiters gehören die illyrische Stadt Byllis und das christlich-orthodoxe Kloster Ardenica (13. Jahrhundert) dazu. Bei Cakran wurden prähistorische Funde gemacht. Im Gebiet der Mallakastra finden sich diverse befestigte Höhensiedlungen.